# برایان هاوارد (بازیکن فوتبال)
برایان هاوارد (انگلیسی: Brian Howard؛ زادهٔ ۲۳ ژانویهٔ ۱۹۸۳) یک بازیکن فوتبال است.